# Premio camisa amarilla de Sportske novosti
El premio camisa amarilla de Sportske Novosti (en croata: Žuta majica Sportskih novosti) es un premio anual de fútbol otorgado por el diario deportivo croata Sportske Novosti al mejor jugador de fútbol que juega en la Primera División de Croacia. La metodología para determinar el ganador se basa en las calificaciones posteriores a los partidos celebrados emitidas por los periodistas deportivos en el transcurso de una temporada y el ganador se decide al final de cada temporada.
El galardón fue fundado en 1953 y patrocinado inicialmente por el extinto diario deportivo de Zagreb Narodni sport y su semanario deportivo Sportska panorama, que premiaba al mejor jugador de la temporada en la Primera Liga yugoslava. En febrero de 1962 Narodni sport fue adquirida por la editorial Vjesnik y rebautizado Sportske novosti (SN). Desde 1991 y tras la desintegración de Yugoslavia, el premio se entrega a los mejores jugadores de la Prva HNL, la máxima categoría croata.

## Palmarés

### Liga yugoslava
| Año     | Jugador           | Club                 |
| ------- | ----------------- | -------------------- |
| 1952–53 | Bernard Vukas     | Hajduk Split         |
| 1953–54 | Stjepan Bobek     | FK Partizan          |
| 1954–55 | Joško Vidošević   | Hajduk Split         |
| 1955–56 | Ivica Horvat      | Dinamo Zagreb        |
| 1956–57 | Todor Veselinović | FK Vojvodina         |
| 1957–58 | Tomislav Crnković | Dinamo Zagreb        |
| 1958–59 | Bora Kostić       | Estrella Roja        |
| 1959–60 | Vladimir Beara    | Estrella Roja        |
| 1960–61 | Milutin Šoškić    | FK Partizan          |
| 1961–62 | Dražan Jerković   | Dinamo Zagreb        |
| 1962–63 | Vladica Kovačević | FK Partizan          |
| 1963–64 | Rudolf Belin      | Dinamo Zagreb        |
| 1964–65 | Vladica Kovačević | FK Partizan          |
| 1965–66 | Silvestar Takač   | FK Vojvodina         |
| 1966–67 | Ivica Osim        | Željezničar Sarajevo |
| 1967–68 | Dragan Holcer     | Hajduk Split         |
| 1963–64 | Rudolf Belin      | Dinamo Zagreb        |
| 1969–70 | Filip Blašković   | Dinamo Zagreb        |
| 1970–71 | Jure Jerković     | Hajduk Split         |
| 1971–72 | Slobodan Santrač  | OFK Belgrado         |
| 1972–73 | Dušan Bajević     | Velež Mostar         |
| 1973–74 | Branko Oblak      | Hajduk Split         |
| 1974–75 | Franjo Vladić     | Velež Mostar         |
| 1975–76 | Jure Jerković     | Hajduk Split         |
| 1976–77 | Abid Kovačević    | Borac Banja Luka     |
| 1977–78 | Nenad Stojković   | FK Partizan          |
| 1978–79 | Safet Sušić       | FK Sarajevo          |
| 1979–80 | Vladimir Petrović | Estrella Roja        |
| 1980–81 | Zlatko Vujović    | Hajduk Split         |
| 1981–82 | Velimir Zajec     | Dinamo Zagreb        |
| 1983–83 | Dragan Mance      | FK Partizan          |
| 1983–84 | Zoran Simović     | Hajduk Split         |
| 1984–85 | Predrag Pašić     | FK Sarajevo          |
| 1985–86 | Nenad Gračan      | HNK Rijeka           |
| 1986–87 | Semir Tuce        | Velež Mostar         |
| 1987–88 | Dragan Stojković  | Estrella Roja        |
| 1988–89 | Miloš Šestić      | FK Vojvodina         |
| 1989–90 | Aljoša Asanović   | Hajduk Split         |
| 1990–91 | Zvonimir Boban    | Dinamo Zagreb        |

### Liga croata
| Temporada | Jugador           | Club                    |
| --------- | ----------------- | ----------------------- |
| 1992      | Goran Vučević     | Hajduk Split            |
| 1992-93   | Goran Vlaović     | Croacia Zagreb          |
| 1993-94   | Mladen Mladenović | HNK Rijeka              |
| 1994-95   | Robert Špehar     | NK Osijek               |
| 1995-96   | Igor Cvitanović   | Croatia Zagreb          |
| 1996-97   | Igor Cvitanović   | Croatia Zagreb          |
| 1997-98   | Mario Bazina      | NK Hrvatski Dragovoljac |
| 1998-99   | Miljenko Mumlek   | NK Varaždin             |
| 1999-00   | Ivan Bošnjak      | Cibalia Vinkovci        |
| 2000-01   | Boško Balaban     | Dinamo Zagreb           |
| 2001-02   | Ivica Olić        | NK Zagreb               |
| 2002-03   | Ivica Olić        | Dinamo Zagreb           |
| 2003-04   | Niko Kranjčar     | Dinamo Zagreb           |
| 2004-05   | Mladen Bartolović | NK Zagreb               |
| 2005-06   | Eduardo da Silva  | Dinamo Zagreb           |
| 2006-07   | Eduardo da Silva  | Dinamo Zagreb           |
| 2007-08   | Luka Modrić       | Dinamo Zagreb           |
| 2008-09   | Mario Mandžukić   | Dinamo Zagreb           |
| 2009-10   | Senijad Ibričić   | Hajduk Split            |
| 2010-11   | Ivan Krstanović   | NK Zagreb               |
| 2011-12   | Anas Sharbini     | Hajduk Split            |
| 2012-13   | Leon Benko        | HNK Rijeka              |
| 2013-14   | Duje Čop          | Dinamo Zagreb           |

Fuente: Nogometni-magazin.com
Notas:
- El Dinamo Zagreb cambió su nombre a "HAŠK Građanski" en junio de 1991 y en febrero de 1993 a "Croatia Zagreb". Volvió a su clásica denominación de "Dinamo Zagreb" en febrero de 2000.
- El actual NK Varaždin se denominó "Varteks" desde 1958 hasta 2010.